# Georges Béaruné
Georges Béaruné (ur. 27 lipca 1989) – nowokaledoński piłkarz występujący na pozycji obrońcy. W 2012 roku wziął udział w Pucharze Narodów Oceanii.